# Akemi Negishi

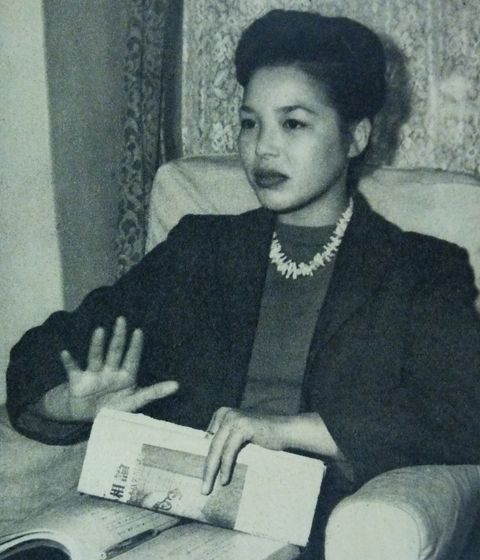
Akemi Negishi (1952)

Akemi Negishi (japanisch 根岸 明美 Negishi Akemi; * 26. März 1934 in Azabu (heute: Minato) in der Präfektur Tokio; † 11. März 2008 in Kawasaki  (Kanagawa)) war eine japanische Filmschauspielerin, die die Hauptrolle in Josef von Sternbergs letztem Film „Die Sage von Anatahan“ spielte.

## Leben
Akemi Negishi besuchte die Otsuma Oberschule, die sie aber abbrach. Anschließend ging sie auf die Nichigeki-Tanzschule (auch ihre Mutter war schon Tänzerin gewesen) und tanzte bei Revue-Veranstaltungen in der Takarazuka Revue. Nach ihrer Entdeckung durch Josef von Sternberg wurde sie in die Theaterabteilung der Tōhō-Studios aufgenommen. Im Lauf ihres Lebens spielte sie in über 60 Filmen anderer Regisseure teils kleinere Rollen. Nur ein geringer Teil dieser Filme gelangte in den internationalen Vertrieb.
Auch in japanischen Fernsehproduktionen war sie zu sehen.
Sie starb am 11. März 2008 an Eierstockkrebs.

## Filmkarriere

### Die Sage von Anatahan
Josef von Sternberg suchte 1953 verzweifelt in Tokio nach einer Schauspielerin, die in seinem neuen Film „Die Sage von Anatahan“ eine junge, attraktive Frau darstellen sollte, die sich während des Krieges auf einer einsamen Pazifikinsel einer kleinen Gruppe von schiffbrüchigen japanischen Soldaten und Seeleuten gegenübersieht, zwischen denen sie als Intrigantin und Verführerin agiert. Der Film sollte in Japan gedreht werden, von Sternberg hatte aber nach einem längeren Casting noch nicht die Richtige gefunden. Nachdem „jede Geisha in Tokyo“ von ihm gecastet worden war, fiel sein Blick eines Abends bei einer Varieté-Veranstaltung auf die junge Tänzerin einer Tanzgruppe, und er wusste sofort: Das ist sie. Es handelte sich um die damals gerade 19-jährige Akemi Negishi, die er auf der Stelle für die Hauptrolle seines neuen Films engagierte.

### Weitere Filme
Rückblickend erscheint ihre erste Filmrolle nicht als ihre beste, was aber teilweise auf Josef von Sternbergs Regie zurückgeführt wird. In der Folgezeit musste sie sich mit kleineren Rollen begnügen, da sie vom japanischen Mainstream-Film keine Angebote für eine weitere Hauptrolle erhielt. In der Zusammenarbeit mit international bekannten japanischen Regisseuren aber vollbrachte sie in teils exotischen Rollen erstaunliche Leistungen, die über die einer durchschnittlichen japanischen Nebendarstellerin weit hinausgingen. Sie glänzte in der Darstellung des Bösen, verkörperte aber mit beeindruckender Tiefe ebenso Außenseiter und Randfiguren der Gesellschaft. Sie war eine Lieblingsschauspielerin von Akira Kurosawa (5 Filme) und Ishirō Honda (6 Filme). Die Breite ihres Repertoires zeigt sich darin, dass sie nicht nur Charakterrollen verkörperte, sondern auch in Manga-Adaptionen, Monsterfilmen (Kaijū) und Exploitationfilmen spielte. Bemerkenswert sind aber insbesondere ihre Rollen in den Filmen Akira Kurosawas Nachtasyl (1957) als Prostituierte und Dodeskaden – Menschen im Abseits (1970) als attraktive einsame Hausfrau. Dass sie trotzdem nicht zu einem Filmstar aufstieg, mag wohl an der Art und Weise ihres Rollenspiels gelegen haben. Sie war „eine ungewöhnliche Erscheinung im japanischen Film der damaligen Zeit, da ihre Präsenz so aggressiv und unverhüllt sinnlich war.“. Diese Eigenschaften sprachen in der konservativen Atmosphäre im Japan der 1950er und 1960er Jahre gegen sie.
Dem breiten Publikum außerhalb Japans bleibt sie aber durch ihre Rollen in den  Monsterfilmen Ishirō Hondas wie Die Rückkehr des King Kong (1962) in Erinnerung.

## Filmographie (Auswahl)
Akemi Negishi spielte unter anderem in folgenden Filmen mit:
- Die Sage von Anatahan (Anatahan)[12][13]: Josef von Sternberg 1953 (als Keiko Kusakabe, die „Bienenkönigin“)
- Saraba Rabauru („Auf Wiedersehen, Rabaul!“): Ishirō Honda 1954 (als Kimu)
- Asunaro monogatari („Erzählungen unter dem Lebensbaum“): Akira Kurosawa 1955 (als Yukie mit 20 Jahren[10])
- Bilanz eines Lebens (Ikimono no kiroku: „Aufzeichnung(en) eines Lebens“), auch: „Ein Leben in Furcht“: Akira Kurosawa 1955 (als Asako Kuribayashi)
- Shūu („Plötzlicher Regen“): Mikio Naruse 1956 (als Hinako)
- Tsuma no kokoro („Das Herz einer verheirateten Frau“): Mikio Naruse 1956 (als Schwester von Shinji)
- Waga mune ni niji wa kiezu („Der Regenbogen in meinem Herzen wird nie verblassen“): Ishirō Honda 1957 (als Azuko Shimada):
- Nachtasyl (Donzoku: „Die Tiefe/Der Abgrund“): Akira Kurosawa 1957 (als Osen, die Prostituierte)
- Hanayome sanjūshō („Ein Trio von Bräuten“): Ishirō Honda 1958 (als Nobuko, die 2. Tochter des Lebensmittelhändlers)
- Half Human: The Story of the Abominable Snowman [US-Version von Jû jin yuki otoko: „Der tierisch-menschliche Schneemann“]: Ishirō Honda, Kenneth G. Crane 1958 (als Chika, das Mädchen aus dem Bergdorf)
- Die Rückkehr des King Kong [US-Version: „King Kong vs. Godzilla“ 1962 (Kingu Kongu tai Gojira: „King Kong gegen Godzilla“)]: Ishirō Honda 1963 (als Tänzerin, Chikiros Mutter)
- Arashi wo yobu jūhachinin („Achtzehn Personen rufen einen Sturm herbei“): Yoshige Yoshida 1963 (als Hisako Murata)
- Rotbart (Akahige: „Rotbart“): Akira Kurosawa 1963 (als Okuni, die Mätresse)
- Dodeskaden – Menschen im Abseits (Dodes'kaden = Onomatopöie[14]): Akira Kurosawa 1970 (als attraktive Hausfrau)
- Sasori – Scorpion (Joshū 701-gō: Sasori: „Inhaftierte Nr. 701: Skorpion“): Shunya Itō 1972 (als Gefängnisinsassin Otsuka)
- Lady Snowblood (1973) (Shurayuki hime: „Asura-Schneeprinzessin/Kämpfende[15] Schneeprinzessin“): Toshiya Fujita 1973 (als Tajire no Okiku)
- Sasori – Grudge Song (Joshū sasori: 701-gō urami-bushi: „Inhaftierte  Skorpion Nr. 701 – Wutgesang“): Yasuharu Hasebe 1973 (als Oberaufseherin Minamura)
- Aus dem Leben Chikuzans[16] (Chikuzan hitori tabi: „Chikuzan – allein auf Reisen“): Kaneto Shindō 1977 (als Tami)
- Die Töchter des Hauses Makioka[17] (Sasame yuki: „Feiner Schnee“): Kon Ichikawa 1983 (als Frau Shimozuma)
- Rakuyō („Sonnenuntergang“): Rou Tomono 1992 (als Yamashitas Frau)

Die Internet Movie Database zählt 62 Filme mit Akemi Negishi auf (ohne Video- und TV-Produktionen, Yūjin Yuki Otoko/Half Human und K.K. tai Gojira/Die Rückkehr des K.K. jeweils nur einmal gezählt). Die Japanese Movie Database kommt auf nur 46 Filme (es fehlt u. a. Lady Snowblood). Hier ist aber ein bei IMDb nicht genannter Film zu finden:
- 33-gōsha ōtō nashi[18]  („Wagen Nr. 33 antwortet nicht“): Senkichi Taniguchi 1955 (Rolle nicht genannt)[19]